# Vol National Airlines 193
Le 8 mai 1978, un Boeing 727 assurant le vol National Airlines 193, un vol intérieur régulier reliant Miami à Pensacola, en Floride, avec plusieurs escales prévue à Melbourne, Tampa, La Nouvelle-Orléans et Mobile, s'est écrasé dans les eaux de la baie d'Escambia (en), lors de la phase d'approche, de nuit et par faible visibilité, vers l'aéroport de Pensacola. On dénombre trois morts et 11 blessés parmi les 58 occupants de l'appareil.

## Avion et équipage

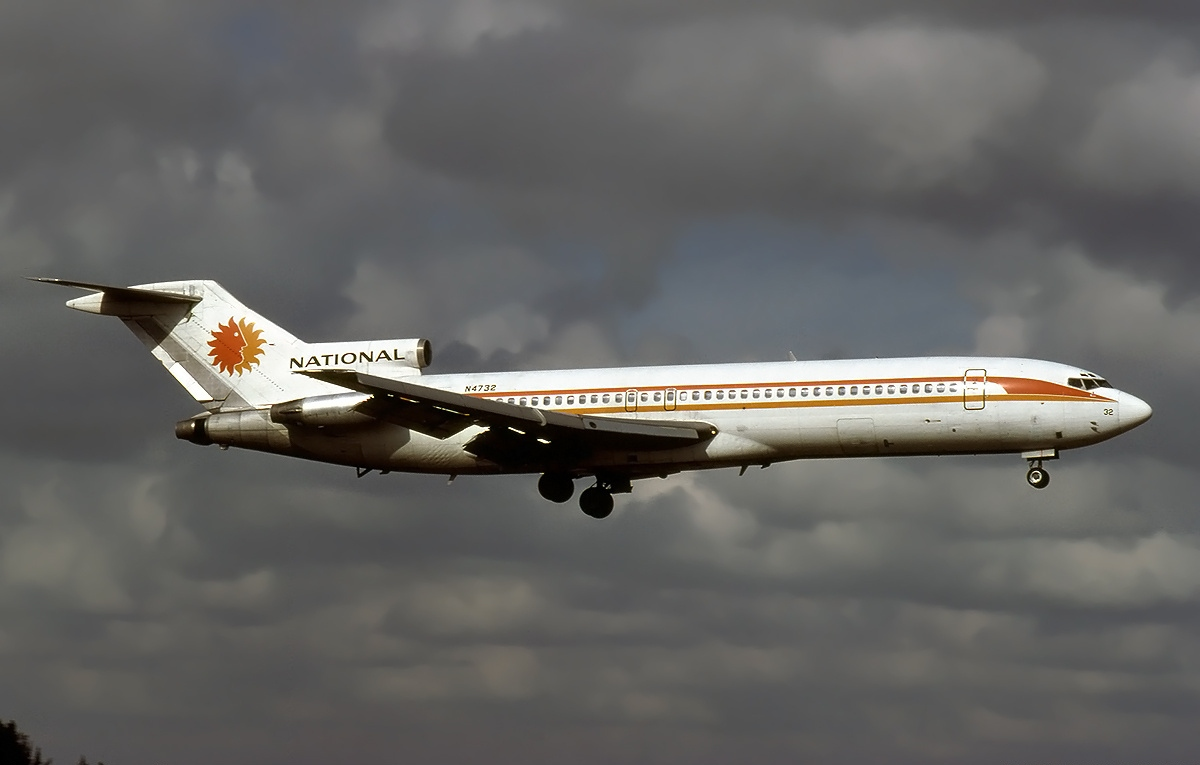
Un Boeing 727-235 de National Airlines, semblable à celui impliqué dans l'accident.

L'appareil impliqué est un Boeing 727-235, immatriculé N4744 et âgé de 10 ans. Il a volé pour la première fois le 20 mars 1968 et a été livré à National Airlines la semaine suivante. Au moment de l'accident, l'avion totalise 26 720 heures de vol.
L'équipage est composé du commandant de bord George T. Kunz (55 ans), employé par National Airlines depuis 1956, qui s'est qualifié pour piloter le Boeing 727 en 1967 et cumulé 18 109 heures de vol au cours de sa carrière, dont 5 358 heures sur 727; du copilote Leonard G. Sanderson Jr. (31 ans), employé par National Airlines depuis 1976, avec 4 848 heures de vol dont 842 heures sur 727; et du mécanicien navigant James K. Stockwell (47 ans), employé par National Airlines depuis 1969, avec 9 486 heures de vol dont 7 050 heures de vol sur 727.

## Accident
Le système d'atterrissage aux instruments (ILS) de la piste 16 de l'aéroport de Pensacola était hors service depuis janvier de cette année-là, en raison de travaux de reconstruction de la piste ; une approche de non-précision vers la piste 25 était disponible à la place. Avant d'amorcer l'approche, un bimoteur Beechcraft a signalé qu'il sortait de la couverture nuageuse à une altitude de 450 pieds (137 m).
L'altitude minimale de descente (MDA) pour cette approche étant de 480 pieds (146 m), cette annonce a inquiété le copilote qui a informé le commandant de bord que, selon lui, l'avion avait effectué une approche en dessous des minimas recommandés. Un autre avion, de la compagnie Eastern Air Lines, devant eux a signalé avoir brièvement vu la piste, avant de la perdre à travers les nuages et de faire demi-tour.
Alors que le vol 193 était en approche, le copilote a négligé de faire des annonces d'altitude et d'informer le contrôle aérien du déroulement de l'approche. L'alarme de proximité du sol a retenti et le copilote a vérifié son altimètre ; il a lu 1 500 pieds (457 m) et a alors désactivé l'alarme. L'enregistreur de paramètres de vol a démontré plus tard que leur altitude réelle à ce moment-là n'était que de 500 pieds (152 m), indiquant que l'équipage a peut-être été distrait par l'alarme et n'a pas réalisé qu'il était descendu sous la MDA.
Peu de temps après, le 727 s'est écrasé dans les eaux de la baie d'Escambia (en). L'important trafic de barges dans la zone a aidé à l'évacuation. Cependant, trois passagers se sont noyés en essayant de sortir de l'avion.
Le 727 était presque intact après l'accident et a il été transporté dans un hangar de la base aéronavale de Pensacola, mais a été mis hors service en raison d'une corrosion importante liées à l'eau de mer. La cellule de l'avion a ensuite été démontée et retirée de la base aérienne vers un site de mise au rebut.

## Enquête
L'enquête du Conseil national de la sécurité des transports (NTSB) révèle que l'accident du vol 193 est le résultat d'une mauvaise préparation, de la part des pilotes, de l'approche. Alors que le commandant de bord et le copilote savent que la piste 16, leur piste assignée pour l'atterrissage, est fermée en raison de travaux, ils l'ont tous deux oublié lors de l'exécution de la descente. Un indicateur visuel de pente d'approche (VASI) desservant la piste 25 est alors disponible et opérationnel, mais l'équipage du vol 193 n'était pas au courant de cette aide à l'approche alternative, bien que l'information ait été mis à disposition par le contrôle aérien.
Un autre facteur contributif à cet accident est une erreur de la part du contrôleur radar de l'aéroport. La procédure pour la piste 25 consiste à ordonner aux avions d'entamer l'approche finale à 8 milles nautiques (13 km) du seuil de piste, avec la pente d'approche commençant à 6 milles nautiques (10 km). Le contrôleur a mal évalué la distance de l'avion par rapport à la piste, ce qui a fait que le vol 193 à entamé l'approche finale à environ 7 km de l'aéroport, près de la moitié de la distance requise pour une approche normale. Le rapport du NTSB conclut que le contrôleur « a créé une situation qui rendrait impossible pour le commandant de bord de configurer son avion de la manière spécifiée dans le manuel de vol ».
Enfin, le manque de communication entre l'équipage du 727 et le contrôleur aérien leur ont fait perdre toute conscience de la situation réelle de l'avion par rapport au plan de descente, cela fut aggravé par le fait qu'aucune des personnes impliquées n'a demandé ou offert une assistance ou des avertissements supplémentaires.